# Seututie 192
Pour les articles homonymes, voir Route 192.
La route régionale 192 (finnois : Seututie 192) ou route de Kustavi (finnois : Kustavintie) est une route régionale à Naantali dans la commune de Parainen en Finlande-Propre.

## Description
La route régionale 192 part de Raisio à la jonction de Marjamäki de la route nationale 8 près de l'hôpital régional de Raisio. 
Après environ trois kilomètres, la route traverse la voie ferrée d'Uusikaupunki à un passage à niveau.
Les paysages de la routes sont une alternance de forêts et de champs, des îles et des passages maritimes. 
La route enjambe plusieurs ponts dont le pont de Kaitainen, entre Taivassalo et Kustavi, qui est l'un des plus longs ponts de Finlande.
Le centre de Kustavi est relié a Vuosnainen par le traversier de Vartsala. 
La route se termine à Vuosnainen, qui a une liaison maritime avec Brändö dans le territoire d'Åland.

## Parcours
- Raisio
- Lemu (12 km)
- Taivassalo (42 km)
- Kustavi (59 km)
- Vuosnainen (71 km)